# Džomolhari
Džomolhari (tibetsky ཇོ་མོ་ལྷ་རི, čínsky v českém přepisu Čchuo-mo-la-ž’ Feng, pchin-jinem Chuòmòlārì Fēng, znaky 绰莫拉日峰) je hora v Himálaji na hranici mezi Tibetskou autonomní oblastí Číny a Bhútánem. Výškou 7326 m n. m. se řadí mezi sedmitisícovky. V krajině je poměrně výrazná, neboť v blízkém okolí se srovnatelně vysoké hory nevyskytují. Severní stěna ční 2700 metrů nad relativní rovinou.
Pro buddhisty je hora posvátná a konají pod ni poutě.
Prvovýstup provedli v roce 1937 Freddie Spencer Chapman a Pasang Dawa Lama.